# زيرغان (باسكورتوستان)
زيرغان (بالروسية: Зирган) هي مدينة في جمهورية باشكورتوستان في روسيا. يبلغ عدد سكانها حوالي 4125 نسمة (إحصاء سنة 2010).